# Edwin O'Donovan
Edwin O'Donovan est un directeur artistique américain né le 11 juin 1914 et mort le 22 avril 2000.

## Filmographie (sélection)
- 1975 : Vol au-dessus d'un nid de coucou (One Flew Over the Cuckoo's Nest) de Miloš Forman
- 1975 : La Toile d'araignée (The Drowning Pool) de Stuart Rosenberg
- 1978 : Le ciel peut attendre (Heaven Can Wait) de Warren Beatty et Buck Henry

## Distinctions
- Oscars 1979 : Oscar des meilleurs décors pour Le ciel peut attendre